# Joseph Fauchier
Joseph Fauchier (Peyruis, 1687 – 1751) è stato un ceramista francese.

## Biografia
Joseph Fauchier era un produttore di maiolica, una forma di ceramica smaltata, a Marsiglia, in Francia, capostipite di una famiglia di ceramisti.
Ha imparato il suo mestiere nell'Atelier di Anne Clerissy Héraud, quindi ha creato i suoi lavori a Marsiglia dal 1710: l'azienda di famiglia fu in attività dal 1710 al 1795.
Dopo aver gestito la fabbrica di maioliche di Madeleine Heraud e Lois Leroy dal 1710 al 1728, Joseph Fauchier creò la propria azienda nel 1730 che divenne una delle più grandi fabbriche della prima metà del XVIII secolo.
Produsse ceramica caratterizzata dalla grande finezza e dalla sobria decorazione, piastrelle devozionali e servizi di tipo Moustier e Rouen. Fauchier iniziò a realizzare statue e si specializzò in maioliche decorate con fiori in composizioni naturali. All'inizio della produzione l'opera utilizzava decorazioni "à la Berain". Successivamente sono state utilizzate ghirlande o ghirlande di fogliame che circondano paesaggi. La fabbrica produceva paesaggi policromi talvolta in stile "cinese".
Portò a Marsiglia il nipote, detto anche Joseph Fauchier, che guidò l'azienda dal 1751 fino alla sua morte nel 1789, anche'egli buon tecnico e abile organizzatore che predilesse i gialli a gran fuoco soprattutto in decorazioni finemente lineari; alla sua morte subentrò il figlio di quest'ultimo Joseph-Francois fino alla chiusura definitiva della fabbrica nel 1795, che si dimostrò abile nelle cromie a gran fuoco con propensione per la porpora di manganese.
Diversi artisti di talento lavorarono per il maestro tra cui Joseph Viry e Jean Rome, quest'ultimo ceramista di Montpellier.
Una strada di Marsiglia è intitolata a Joseph Fauchier.

## Opere

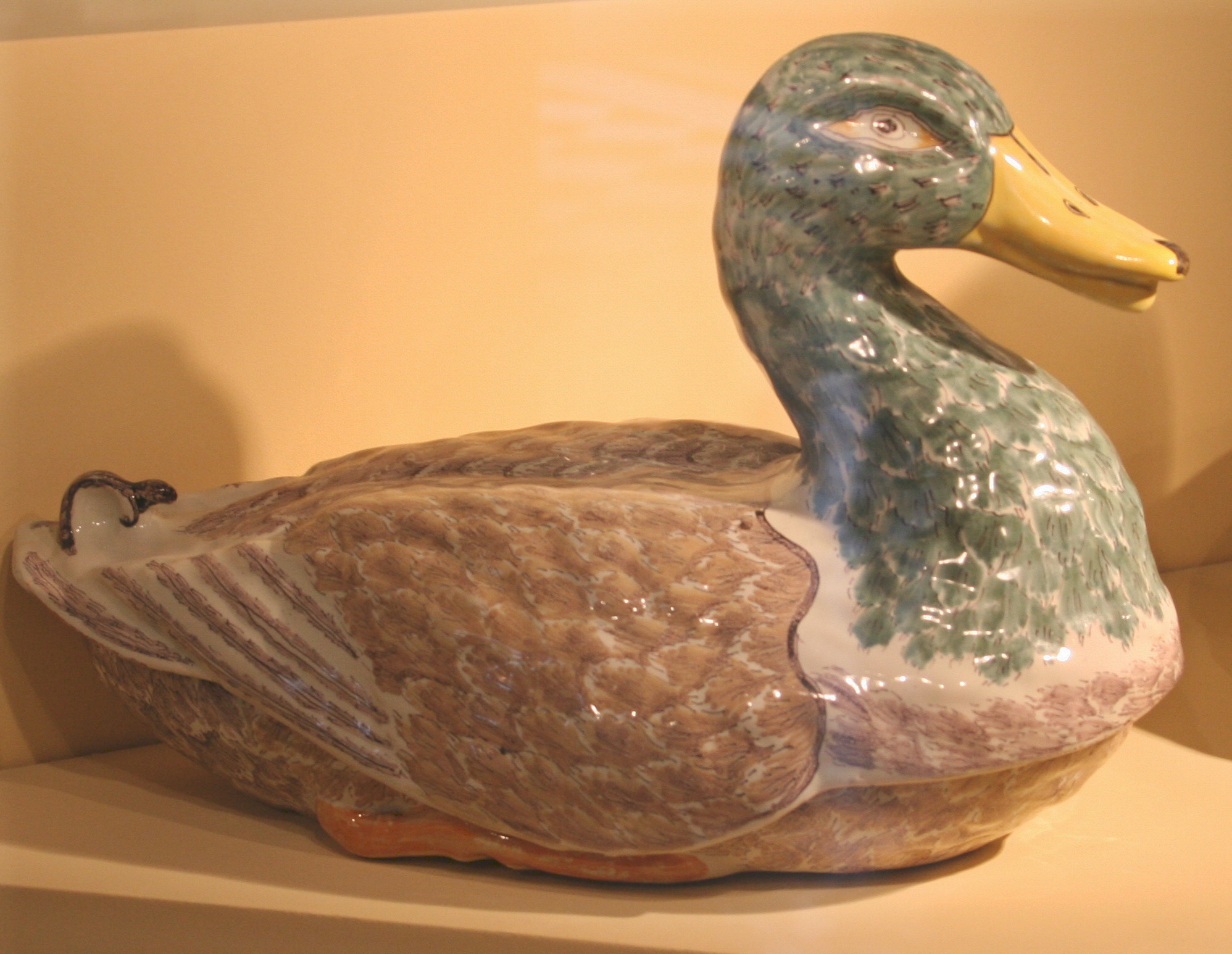
Terrina a forma di anatra
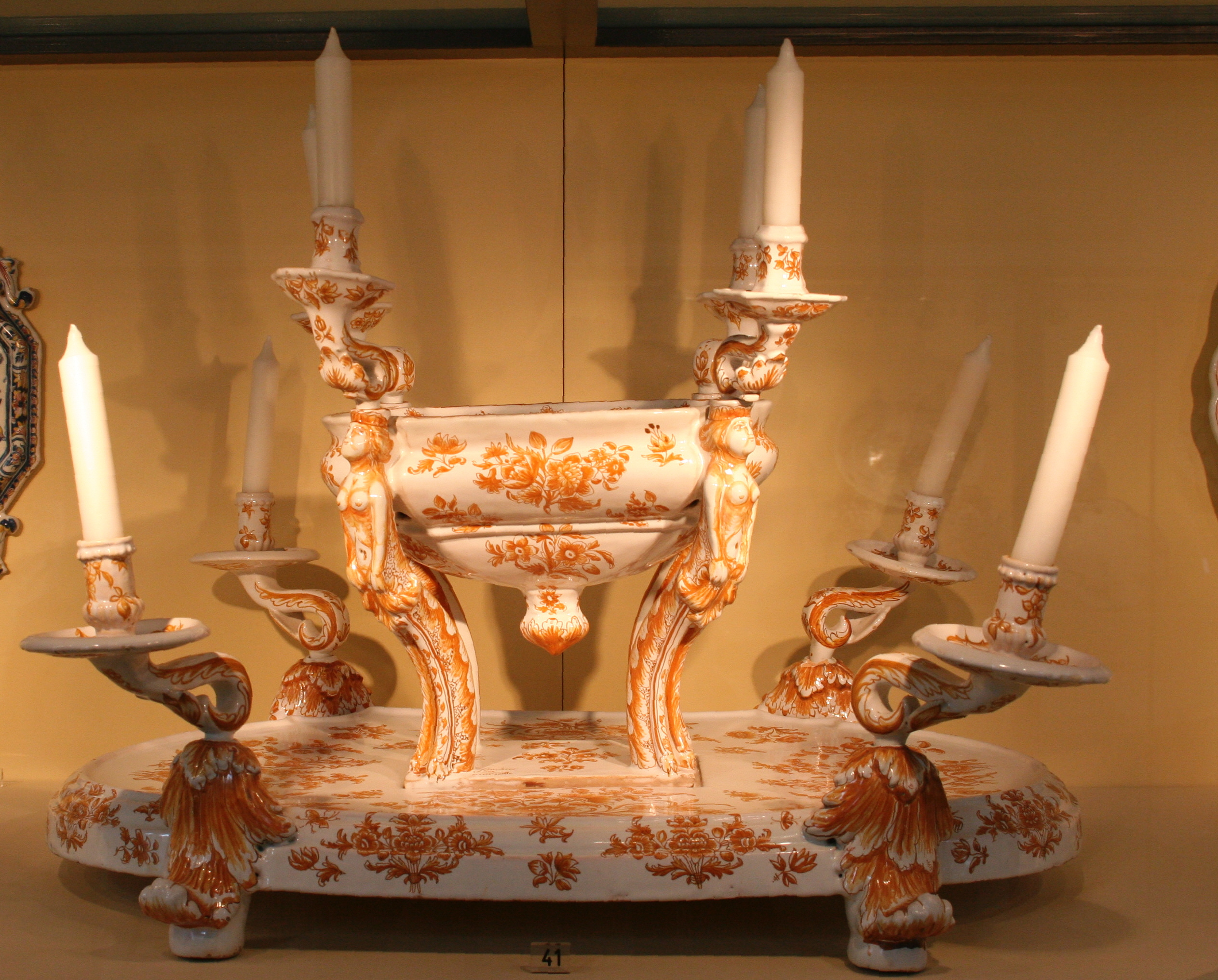
Tavolo caratteristico
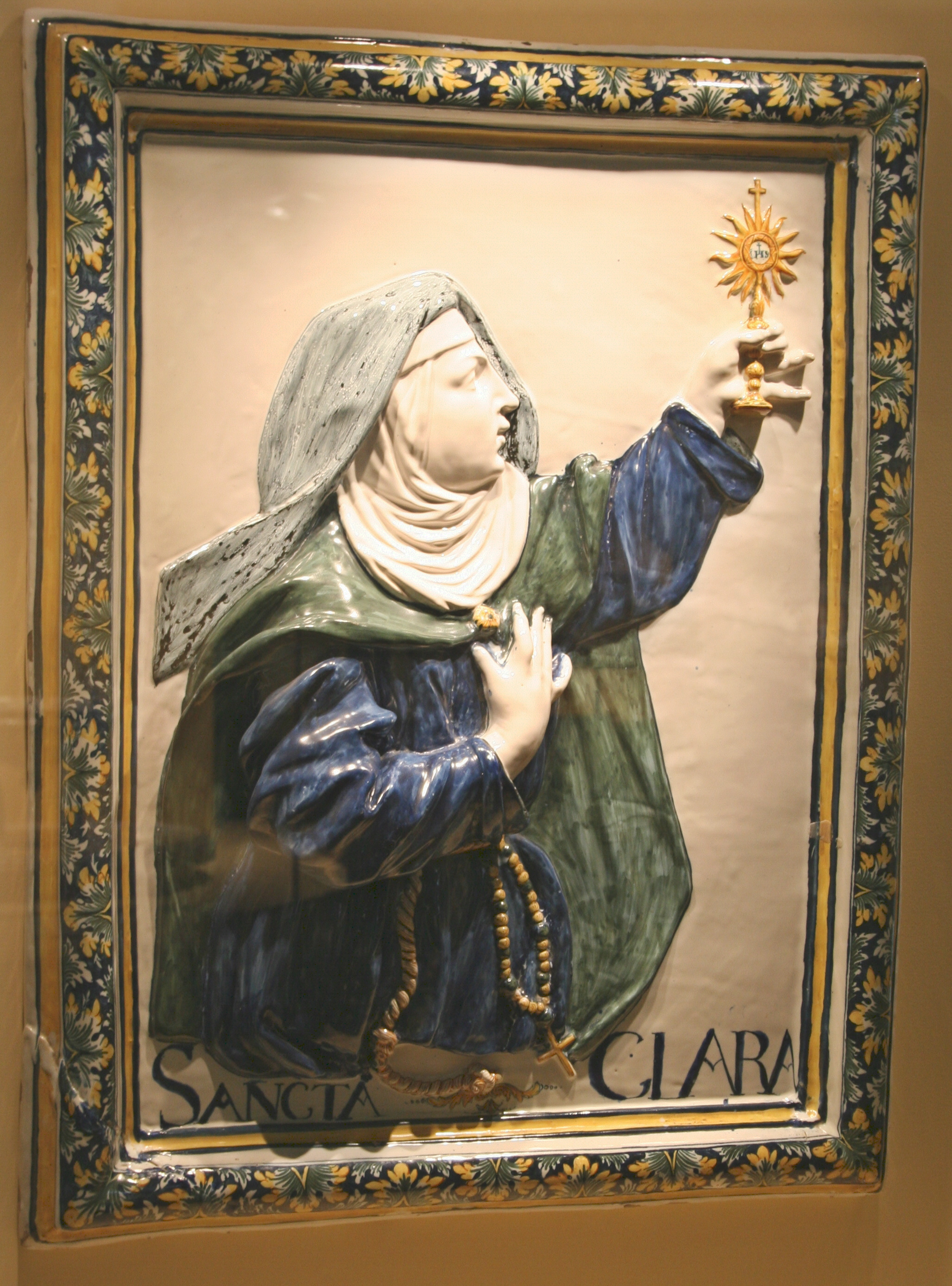
Santa Chiara
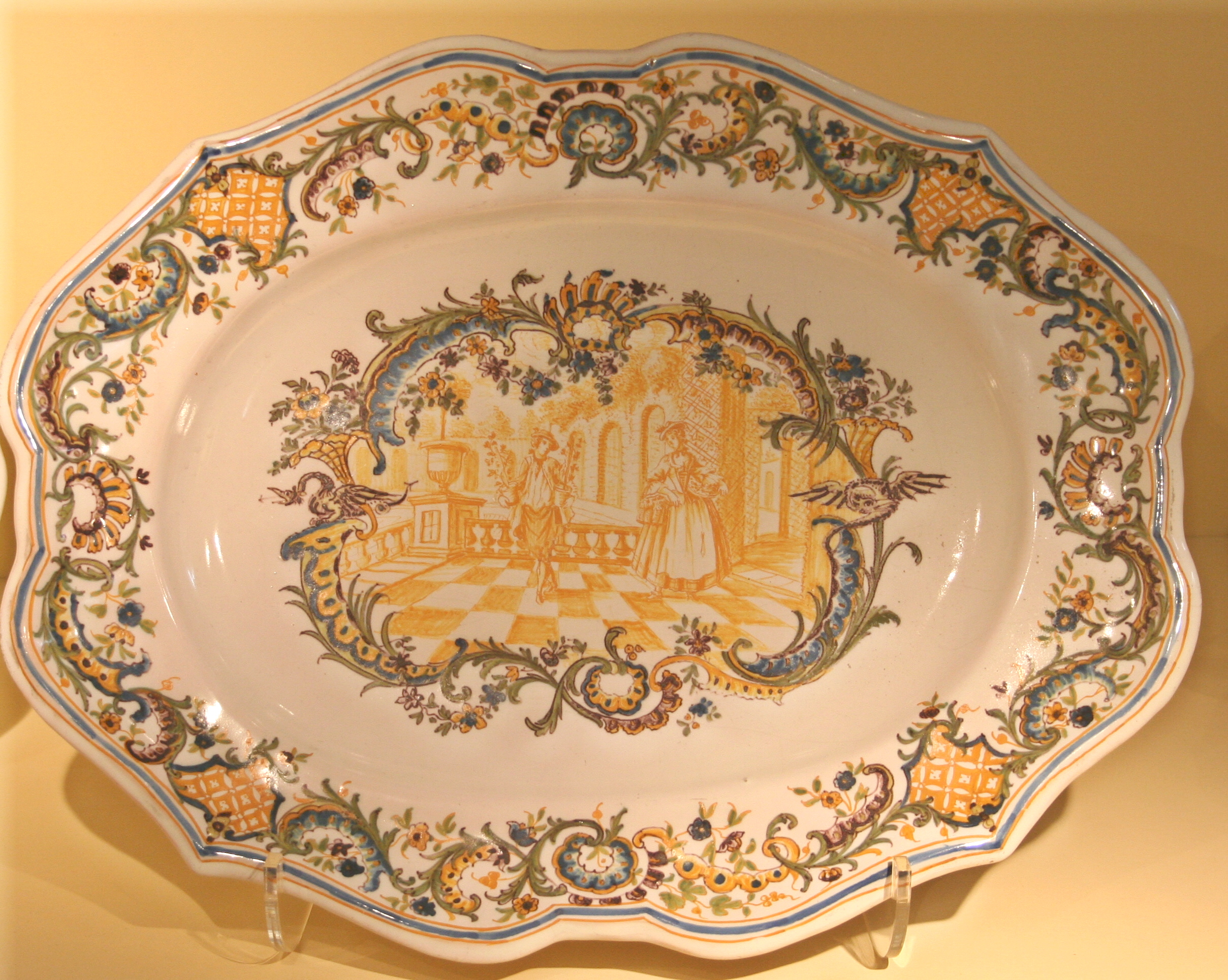
Piatto oblungo
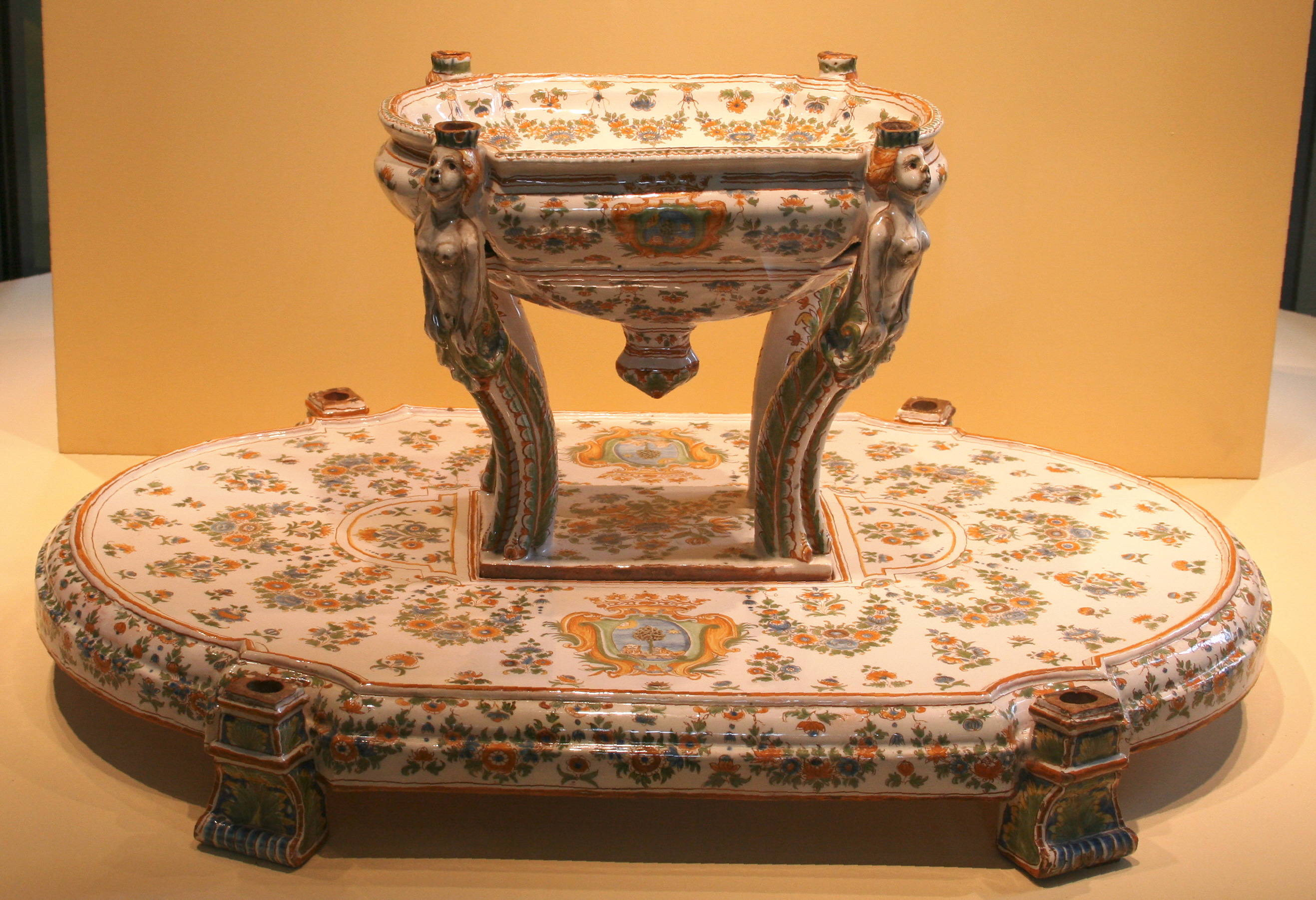
Supporto da tavolo
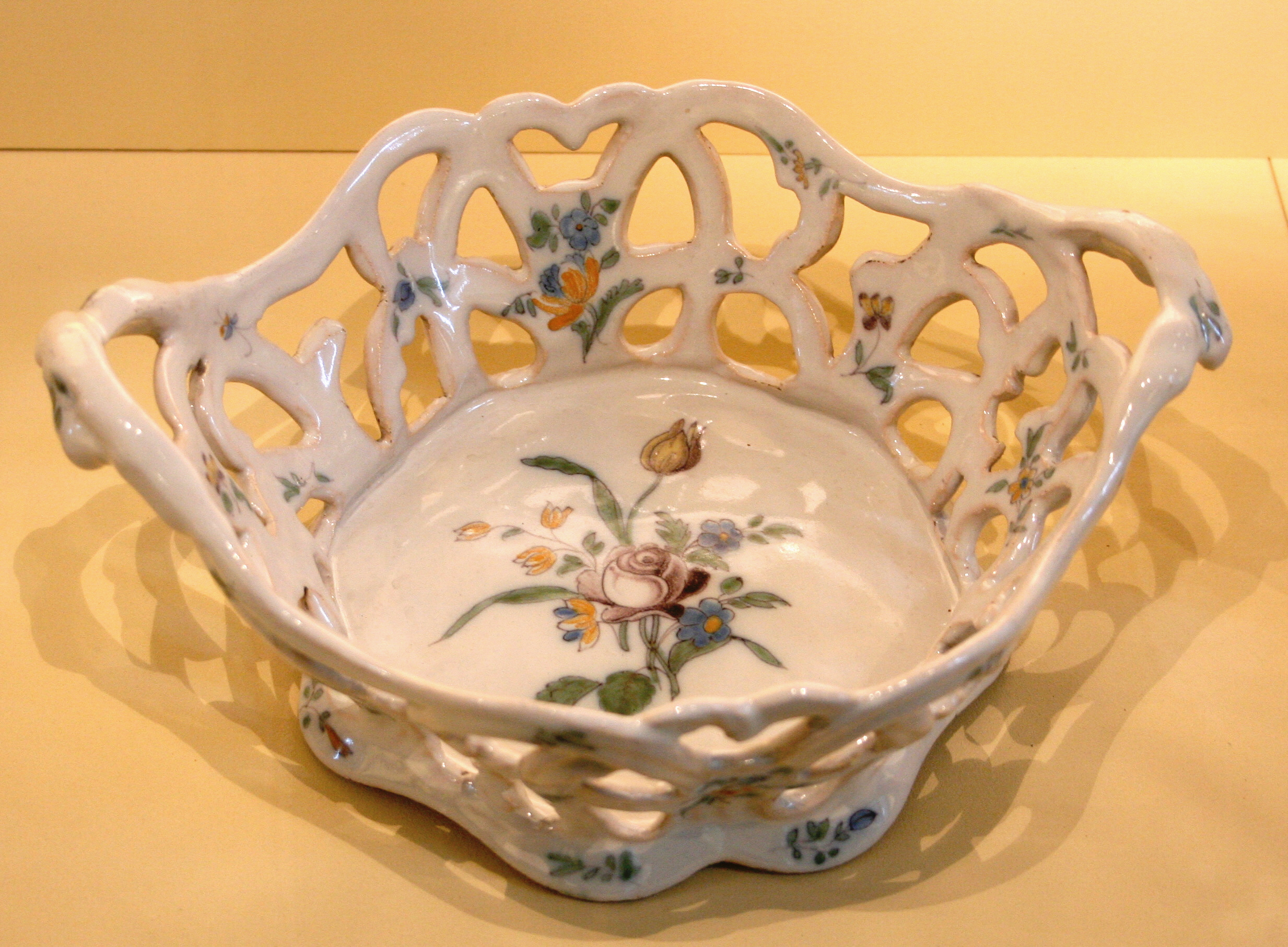
Cesto traforato con fiori
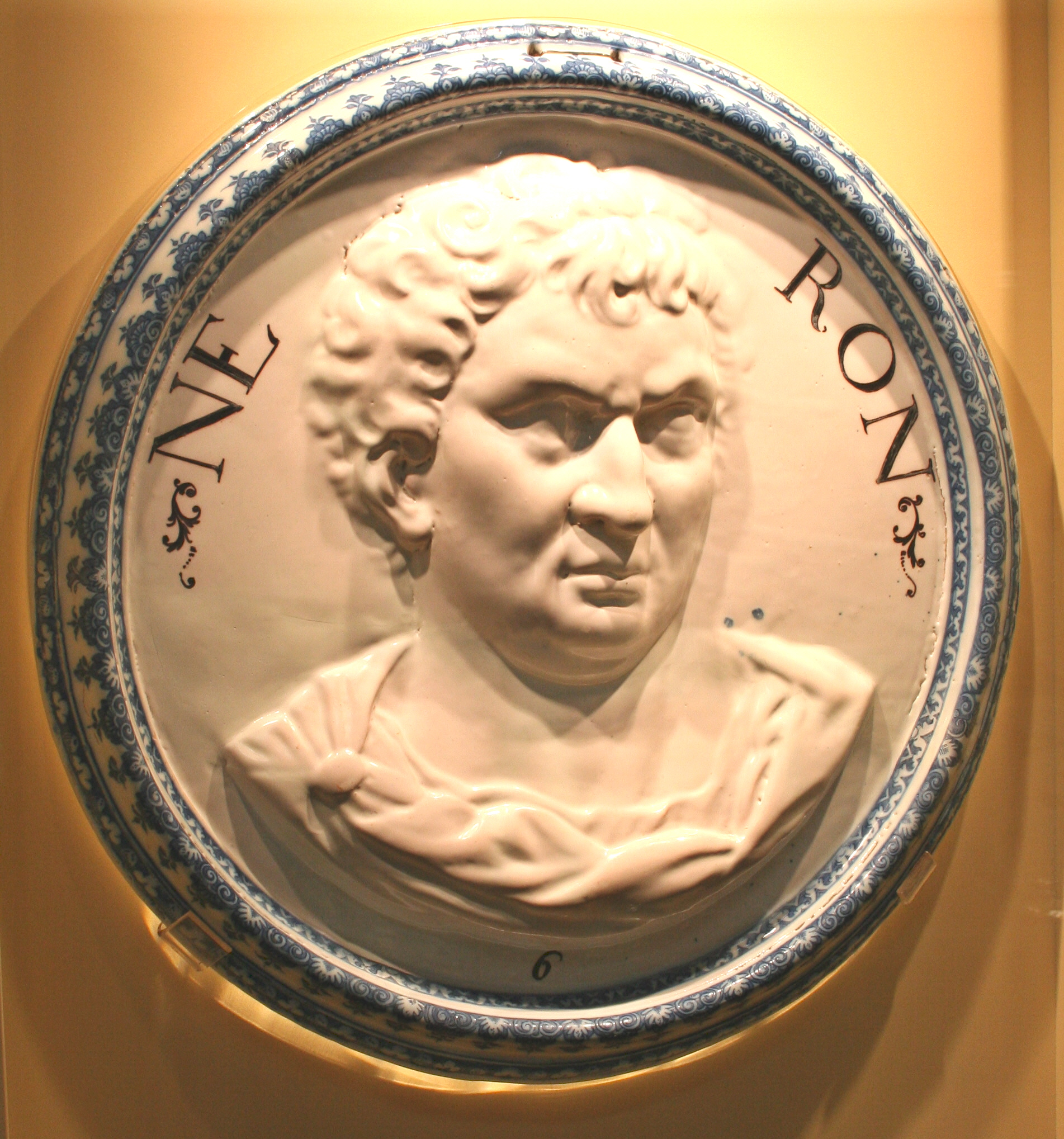
Targa dell'imperatore Nerone